# 마이클 탤벗
마이클 탤벗(영어: Michael Talbott, 1955년 2월 2일 ~ )은 미국의 배우이다. 아이오와주 웨이벌리 출신. 범죄극 《마이애미의 두 형사》에서 스탠리 형사 역으로 출연했다.

## 출연 작품
- 에이리언의 위장 침투 (1995, Out There)
- 장미의 표적 (1993년)
- 리틀 빅 히어로 (1992년)
- 미드나잇 대결전 (1991년)
- 길티 (1991년)
- 형제(영어판) (1988년)
- 맨헌터 (1986년)
- 마이애미의 두 형사 (1984년)
- 젊음의 초상 (1984년)
- 언커먼 밸러 (1983년)
- 휴가 대소동 (1983년)
- 람보 (1982년) - 밸포드 역
- 엠버 웨이브 (1980년)
- 중고차 소동 (1980년) - 믹키 역
- 키스 미 (1980년)
- 가나안의 죽음 (1978년)
- 빅 웬즈데이 (1978년)
- 캐리 (1976년)
- 언웨드 파더 (1974년)
- 미녀 갱단 빅 배드 마마 (1974년)